# Kanton Saint-Fulgent
Der Kanton Saint-Fulgent war von 1790 bis 2015 ein französischer Wahlkreis im Arrondissement La Roche-sur-Yon, im Département Vendée und in der Region Pays de la Loire; sein Hauptort war Saint-Fulgent.

## Gemeinden
Der Kanton Saint-Fulgent bestand aus acht Gemeinden:
| Gemeinde                | Einwohner Jahr | Fläche km² | Bevölkerungsdichte | Code INSEE | Postleitzahl |
| ----------------------- | -------------- | ---------- | ------------------ | ---------- | ------------ |
| Bazoges-en-Paillers     | 1.276 (2013)   | 11,45      | 111 Einw./km²      | 85013      | 85130        |
| Les Brouzils            | 2.702 (2013)   | 41,25      | 66 Einw./km²       | 85038      | 85260        |
| Chauché                 | 2.436 (2013)   | 41,99      | 58 Einw./km²       | 85064      | 85140        |
| Chavagnes-en-Paillers   | 3.490 (2013)   | 40,57      | 86 Einw./km²       | 85065      | 85250        |
| La Copechagnière        | 958 (2013)     | 9,68       | 99 Einw./km²       | 85072      | 85260        |
| La Rabatelière          | 943 (2013)     | 8,26       | 114 Einw./km²      | 85186      | 85250        |
| Saint-André-Goule-d’Oie | 1.764 (2013)   | 20,19      | 87 Einw./km²       | 85196      | 85250        |
| Saint-Fulgent           | 3.729 (2013)   | 36,82      | 101 Einw./km²      | 85215      | 85250        |

## Bevölkerungsentwicklung
| 1962   | 1968   | 1975   | 1982   | 1990   | 1999   | 2010   |
| ------ | ------ | ------ | ------ | ------ | ------ | ------ |
| 11.629 | 11.848 | 12.126 | 12.658 | 13.125 | 13.509 | 16.320 |